# Quirk Books
Quirk Books è una casa editrice statunitense indipendente fondata nel 2002 da David Borgenicht a Philadelphia, in Pennsylvania, facente parte del gruppo della Random House.

## Storia
Fondata da David Borgenicht, coautore di The Worst-Case Scenario Survival Handbook, che ha generato sequel, così come una serie televisiva TBS e un gioco da tavolo. Quirk sviluppa i cosiddetti "Coffee Table books", libri da leggere al tavolo del caffè. I loro libri sono fatti per attirare l'occhio di una persona a prima vista.
Più di recente, la sua "Quirk Classics" ha anche iniziato la pubblicazione di libri di genere mashup, combinazioni di classici letterari (attualmente Jane Austen, Lev Tolstoj e Franz Kafka) e anacronismi di altri generi letterari come zombie, mostri marini, robot e androidi.
Quirk è specializzata in libri "crossover" che possono essere venduti al di fuori di negozi di libri.
Tra i suoi scrittori più famosi la Quirk Books annovera Ransom Riggs ed il famoso sceneggiatore Seth Grahame-Smith.
Quirk pubblica una media di 25 libri ogni anno attraverso una grande varietà di generi.

## Lista di pubblicazioni
La casa editrici ha pubblicato libri di diverso genere (elenco non completo):
- The Big Book of Porn: A Penetrating Look at the World of Dirty Movies (2005), di Seth Grahame-Smith, un saggio sull'erotismo e sull'hard nel cinema (Inedito in Italia).
- The Peanut Butter & Co. Cookbook, di Lee Zalben (Inedito in Italia).
- My First Book of Business Ethics, di Alan Axelrod (Inedito in Italia).
- The Field Guide to Produce, di Aliza Green (Inedito in Italia).
- Chef's Secrets, di Francine Maroukian, un manuale di cucina (Inedito in Italia).
- The Amazing Magical Wonder Deck, di Mr. Mysterio (Inedito in Italia).
- Mama Knows Breast (2007) di Andi Silverman (Inedito in Italia).
- Pardon My President: Fold-and-Mail Apologies for 8 Years (2008), di Seth Grahame-Smith, una raccolta delle lettere spedite dall'autore ai vari partiti per scusarsi di tutte le malefatte compiute dall'amministrazione Bush (Inedito in Italia).
- Margarita Mama (2008) di Alyssa Gusenoff (Inedito in Italia).
- The Rookie Mom's Handbook (2008) di Heather Gibbs Flett e Whitney Moss (Inedito in Italia).
- Christopher Walken: A to Z (2008) di Robert Schnakenberg, biografia del famoso attore (Inedito in Italia).
- The Curious Case of Benjamin Button - A Graphic Novel (2008, ISBN 978-1-59474-281-1) - Graphic Novel dell'omonimo film (Inedito in Italia).
- The Encyclopedia Shatnerica (2009) di Robert Schnakenberg (Inedito in Italia).
- Geeky Dreamboats (2009) di Lacey Solow e Sarah O'Brien (Inedito in Italia).
- Friend or Faux (2009) di Heather Wagner (Inedito in Italia).
- Night of the Living Trekkies di Kevin D. Anderson e Sam Stall (2010) (Inedito in Italia).
- Literary Yarns (2017) di Cindy Wang (Inedito in Italia).
- The Spectacular Sisterhood Of Superwomen (2017) di Hope Nicholson (Inedito in Italia).

### Manuali
- The Newlywed's Instruction Manual: Essential Information, Troubleshooting Tips, and Advice for the First Year of Marriage, di Caroline Tiger (Inedito in Italia).
- The Groom's Instruction Manual: How to Survive and Possibly Even Enjoy the Most Bewildering Ceremony Known to Man, di Shandon Fowler (Inedito in Italia).
- The Bride Instructional Manual: How to Survive and Possibly Even Enjoy the Biggest Day in Your Life, di Carrie Denny (Inedito in Italia).
- How to Survive a Horror Movie (2007), di Seth Grahame-Smith, una guida comica per dare suggerimenti ai lettori su come sfuggire alle più classiche situazioni di pericolo mostrate nei film horror (l'introduzione di questo libro è stata scritta dal famoso regista di film horror Wes Craven) (Inedito in Italia).
- The Pregnancy Instruction Manual (2008) di Sarah Jordan e David Ufberg, un manuale sulla gravidanza (Inedito in Italia).
- How to Tell if Your Boyfriend is the Antichrist di Patricia Carlin e Michael Miller (2010) (Inedito in Italia).

#### The Worst-Case Scenario Survival Handbook
- The Worst-Case Scenario Survival Handbook: Travel di Joshua Piven e David Borgenicht
- The Worst-Case Scenario Survival Handbook: Parenting di Joshua Piven, David Borgenicht, e Sarah Jordan
- The Worst-Case Scenario Survival Handbook: Weddings di Joshua Piven, David Borgenicht, e Sarah Jordan
- The Worst-Case Scenario Survival Handbook: College di Joshua Piven, David Borgenicht, e Jennifer Worick
- The Worst-Case Scenario Survival Handbook: Dating and Sex di Joshua Piven, David Borgenicht, e Jennifer Worick
- The Worst-Case Scenario Survival Handbook: Golf di Joshua Piven, David Borgenicht, e James Grace
- The Worst-Case Scenario Book of Survival Questions di Joshua Piven e David Borgenicht
- The Worst-Case Scenario Survival Handbook: LIFE di Joshua Piven e David Borgenicht
- The Worst-Case Scenario Survival Handbook: Holidays di Joshua Piven e David Borgenicht
- The Worst-Case Scenario Survival Handbook: Work di Joshua Piven e David Borgenicht
- The Worst-Case Scenario Survival Handbook: Paranormal di Joshua Piven e David Borgenicht
- The Complete Worst-Case Scenario Survival Handbook di Joshua Piven e David Borgenicht
- The Complete Worst-Case Scenario Survival Handbook: Manhood di Joshua Piven e David Borgenicht

#### Secret Lives
Libri incentrati sulla vita segreta di personalità importanti.
- Secret Lives of the U.S. Presidents, di Cormac O’Brien (Inedito in Italia).
- Secret Lives of the First Ladies, di Cormac O’Brien (Inedito in Italia).
- Secret Lives of Great Artists, di Elizabeth Lunday (Inedito in Italia).
- Secret Lives of Great Authors, di Robert Schnakenberg (Inedito in Italia).
- Secret Lives of the Great Composers, di Elizabeth Lunday (Inedito in Italia).

#### Manuali di cultura pop
Manuali e studi approfonditi sui supereroi o eroi di fumetti, libri o film.
- Superman Handbook di Scott Beatty (Inedito in Italia).
- The Indiana Jones Handbook, di Denise Kiernan e Joseph D'Agnese (Inedito in Italia).
- Batman Handbook, di Scott Beatty (Inedito in Italia).
- The Captain Jack Sparrow Handbook, di Jason Heller (Inedito in Italia).
- The Spider-Man Handbook, di Seth Grahame-Smith, con un'introduzione scritta da Stan Lee (Inedito in Italia).
- The Sherlock Holmes Handbook, di Ransom Riggs (Inedito in Italia).

### The Brick Testament
- The Brick Testament: The Ten Commandments (2005, ISBN 1-59474-044-5) di Brendan Powell Smith (Inedito in Italia).
- The Brick Testament: The Story of Christmas (2004, ISBN 1-59474-012-7) di Brendan Powell Smith (Inedito in Italia).
- The Brick Testament: Stories from the Book of Genesis (2003, ISBN 1-931686-45-9) by Brendan Powell Smith (Inedito in Italia).

### Narrativa

#### Serie di Hank Palace
- Un omicidio alla fine del mondo (The Last Policeman, 2012) di Ben H. Winters, romanzo giallo, mistery, police procedural e soft science fiction. È un giallo pre apocalittico candidato al Best Book of July 2012 da Amazon.com. Pubblicato in Italia nel 2016 da Edizioni Piemme.
- Il conto alla rovescia (Countdown City, 2013) di Ben H. Winters, romanzo giallo, mistery, police procedural e soft science fiction. Sequel di Un omicidio alla fine del mondo. Pubblicato in Italia nel 2016 da Edizioni Piemme.
- L'ultimo crimine (World of Trouble, 2014) di Ben H. Winters, romanzo giallo, mistery, police procedural e soft science fiction. Sequel di Countdown City. Pubblicato in Italia nel 2016 da Edizioni Piemme.

#### Serie di Miss Peregrine di Ransom Riggs
- La casa dei bambini speciali di Miss Peregrine (Miss Peregrine's Home for Peculiar Children), ISBN 9788817053860. Pubblicato in Italia nel 2016 come La casa dei ragazzi speciali - Miss Peregrine dopo l'uscita del omonimo film
- Hollow City - Il ritorno dei bambini speciali di Miss Peregrine (Hollow City: The Second Novel of Miss Peregrine's Children), ISBN 9788817073585. Pubblicato in Italia nel 2016 come Hollow City - Il secondo libro di Miss Peregrine. La casa dei ragazzi speciali
- La biblioteca delle anime - Il terzo libro di Miss Peregrine. La casa dei ragazzi speciali (Library of Souls: The Third Novel of Miss Peregrine's Children), ISBN 978-1-59474-758-8.

#### William Shakespeare's Star Warsdi Ian Doescher
Serie inedita in Italia. La serie riscrive la serie di Star Wars come se fossero delle opere di Shakespeare.
- William Shakespeare's Star Wars (2013)
- William Shakespeare’s The Empire Striketh Back Star Wars Part the Fifth (2014)
- William Shakespeare's The Jedi Doth Return (2014)
- William Shakespeare's The Phantom of Menace (2015)
- William Shakespeare's The Clone Army Attacketh (2015)
- William Shakespeare's Tragedy of the Sith's Revenge (2015)
- William Shakespeare's The Force Doth Awaken (2017)

#### Lovecraft Middle Schooldi Charles Gilman
Serie inedita in Italia.
- Lovecraft Middle School: Professor Gargoyle (2012)
- Lovecraft Middle School: The Slither Sisters (2013)
- Lovecraft Middle School: Teacher's Pest (2013)
- Lovecraft Middle School: Substitute Creature (2013)

#### Mashup
La serie di romanzi di genere mashup, combinazioni di famosi classici con elementi di fantasia, sono pubblicati sotto il marchio "Quirk Classics".
- Orgoglio e pregiudizio e zombie (Pride and Prejudice and Zombies) (2009, ISBN 978-1-59474-334-4, Editrice Nord) di Jane Austen e Seth Grahame-Smith.
- Ragione e Sentimento e Mostri Marini (Sense and Sensibility and Sea Monsters) (2009) di Jane Austen e Ben H. Winters
- Orgoglio e pregiudizio e zombie. Finché morte non vi unisca (Pride and Prejudice and Zombies: Dawn of the Dreadfuls) di Steve Hockensmith (2010, Editrice Nord).
- Android Karenina di Lev Tolstoy e Ben Winters (2010) (Inedito in Italia).
- Orgoglio e pregiudizio e zombie: Dreadfully Ever After di Steve Hockensmith (2011) (Inedito in Italia).
- La Metamorfosi di Franz Kafka e Coleridge Cook (2011) (Inedito in Italia).

#### Romanzi interattivi
- The Crimes Of Dr. Watson: An Interactive Sherlock Holmes Mystery (2007) di Duane Swiercyznski e John H. Watson (Inedito in Italia).
- Dracula's Heir: An Interactive Mystery (2008, ISBN 978-1-59474-285-9) di Sam Stall (Inedito in Italia).

#### Altri
- Una casa perfetta (Bedbugs, 2011) di Ben H. Winters. Pubblicato in Italia nel 2012.
- Taft 2012 (2012) di Jason Heller, un romanzo di satira politica che ipotizza William Howard Taft come candidato alle elezioni presidenziali statunitensi del 2012. (Inedito in Italia)
- The Thorn And The Blossom (2012) di Theodora Goss (Inedito in Italia).
- The Resurrectionist: The Lost Work Of Dr. Spencer Black (2013) di E.B. Hudspeth (Il Codice delle Creature Estinte, MoscaBianca edizioni).
- Horrorstor (2014) di Grady Hendrix (Inedito in Italia).
- Warren the 13th and The All-Seeing Eye (2015) di Tania Del Rio e Will Staehle (Inedito in Italia).
- Manhattan Mayhem (2016) di Mary Higgins Clark (Inedito in Italia).
- My Best Friend's Exorcism (2016) di Grady Hendrix (Inedito in Italia).
- Last Call at the Nightshade Lounge (2016) di Paul Krueger (Inedito in Italia).
- Geekerella (2017) di Ashley Poston (Inedito in Italia).
- Ten Dead Comedians (2017) di Fred Van Lente, un romanzo giallo comico (Inedito in Italia).